# Bad Feilnbach
Bad Feilnbach là một đô thị ở huyện Rosenheim bang Bayern thuộc nước Đức.